# HMS Formidable (1825)
La HMS Formidable era un vascello di prima classe a tre ponti da 80 cannoni della Royal Navy, costruito negli anni dieci del XIX secolo, e rimasta in servizio come nave scuola fino al 1906.

## Storia

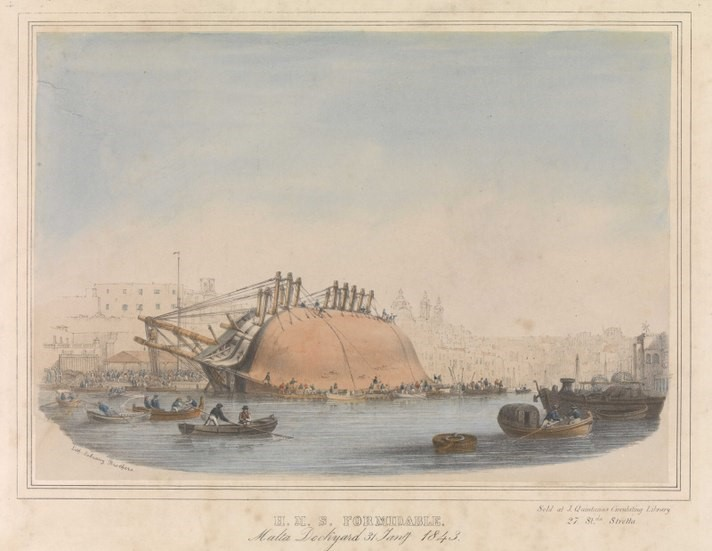
Il vascello Formidable mentre esegue lavori da carenaggio a malta il 31 gennaio 1843.

Progettato da Sir Robert Seppings il vascello da 84 cannoni Formidable venne ordinato l'8 maggio 1815, impostato nell'ottobre 1819 presso i Chatam Dockyard, varato il 19 maggio 1825. Si trovava a Sheerness nel 1840, quando ne venne deciso l'entrata in servizio che avvenne nel novembre 1841. La costruzione della nave era costata la notevole somma, per l'epoca, di 64.000 sterline. Dal 23 agosto 1841 al 23 novembre 1841 ne fu comandante il capitano Edward Thomas Troubridge. 
Il 14 dicembre 1841 passò al comando del capitano Charles Sullivan che a bordo del Formidable salpò per raggiungere il Mediterraneo. Il 29 novembre 1842 Formidable si incagliò al largo della foce del Llobregat, sulla costa della Spagna. Fu rimessa a galla il 2 dicembre 1842 con l'aiuto di due piroscafi francesi. Nel corso del 1843 fu sottoposto a lavori di carenatura presso il cantiere navale di Malta. Il 21 aprile 1844, passata al comando del capitano George Frederick Rich, divenne nave ammiraglia di Edward William Campbell Rich Owen. Rientrata in Gran Bretagna, dal 16 giugno 1854 al comando dal capitano John Jervis Tucker, divenne nave guardiaporto a Sheerness. Il 22 settembre 1857 ne assunse il comando il capitano John Coghlan Fitzgerald che divenne anche Capitano sovrintendente degli Sheerness Dockyard. Il 3 luglio 1860, passata al comando del capitano William Garnham Luard, divenne nave di bandiera del viceammiraglio William James Hope Johnstone a Sheerness.
Il 1 luglio 1863 sul Formidable, al comando dal capitano John Fulford, alzò la sua insegna il vice ammiraglio George Robert Lambert, poi sostituito dal parigrado Charles Talbot. Il 21 aprile 1866, al comando del capitano Donald McLeod Mackenzie, divenne nave ammiraglia del viceammiraglio Baldwin Wake Walker, ricoprendo tale ruolo sino al 31 dicembre 1868.
Il 16 luglio 1869 il Formidable divenne nave scuola presso la National Nautical School di Portishead destinata al recupero dei ragazzi indigenti, trascurati e semi-delinquenti di Bristol. La nave divenne nota come Bristol Training Ship Formidable fu aperta nel 1869 come scuola specializzata nell'addestramento nautico ormeggiata a 400 m dal molo di Portishead dove rimase fino all'apertura dell'edificio scolastico a terra nel 1906. La scuola poteva ospitare fino a 350 ragazzi alla volta, e la vita a bordo era dura e veniva praticata la tradizionale disciplina navale. La nave rimase all'ancora per i successivi trent'anni, quando una fortissima tempesta danneggiò parte del legname e rese piuttosto rischiosa l'ulteriore vita a bordo.
Nel 1905 le autorità annunciarono che i ragazzi non sarebbero stati ammessi a bordo della Formidable per un altro inverno perché le condizioni di vita a bordo erano considerate insoddisfacenti. Inoltre c'erano prove di infiltrazioni d'acqua all'interno dello scafo e timori che potesse staccarsi dagli ormeggi. La Formidable rientrò in possesso della Royal Navy nel 1906, e subito venduta per demolizione a J.B. Garnham & Son il 10 luglio dello stesso anno.

### Annotazioni
1. ↑  Per la costruzione della nave venne utilizzato del legname catturato a Genova il 18 aprile 1814.

### Fonti
1. ↑  Lavery 2003, p. 190.
2. 1 2  Colledge, Warlow 2006, p. 130.
3. 1 2 3  Lyon, Winfield 2004, p. 95.
4. 1 2 3 4 5 6 7  Pdsavis.
5. ↑  "Spain", The Times No.18158, London, 5 December 1842. col D, p.6.
6. ↑  "Ship News", The Times No. 18163. London. 10 December 1842. col B, p. 7.
7. ↑  Royal Museums Greenwich.
8. 1 2 3 4  Graveyard.
9. 1 2  Player.